# جوان ألبرت
جوان ألبرت (بالإنجليزية: Joan Albert)‏ هي مصورة وفنانة أمريكية، ولدت في 1943، وتوفيت في 2012.